# Kelly's Heroes
Kelly's Heroes is een film uit 1970 van Brian G. Hutton met in de hoofdrollen Clint Eastwood, Telly Savalas en Donald Sutherland.
Het scenario van de film werd geschreven door Britse televisie- en filmscenarist Troy Kennedy-Martin. Hij baseerde zich op een waar gebeurd incident toen na de val van het Hitlerregime in mei 1945 een transport met goudstaven van de nazi's werd gestolen door Duitse criminelen in samenwerking met Amerikaanse officieren en gedeserteerde Duitse SS-officieren. Het incident werd in doofpot gestopt door het Amerikaanse leger. In 1984 zou onderzoeker Ian Sayer samen met Douglas Botting het verhaal publiceren in het boek "Nazi Gold: The Sensational Story of the World's Greatest Robbery - and the Greatest Criminal Cover-Up". 
Kelly's Heroes was een succes in de bioscopen en werd ook door de kritiek goed ontvangen. De film werd met name gewaardeerd vanwege de satirische inslag. Duidelijk is dat de film vanuit een links, progressief politiek standpunt is gemaakt en veel satirische elementen zoals verwijzingen naar hippies, de Vietnamoorlog, religie en de Amerikaanse politiek bevat. De film gebruikt de Tweede Wereldoorlog dan ook als een metafoor voor een ontregelde chaotische maatschappij (hier wordt waarschijnlijk Amerika mee bedoeld). De film is in de loop der jaren uitgegroeid tot een cultfilm.

## Verhaal
September 1944. Eenheden van de 35ste Infanteriedivisie rukken op naar de stad Nancy in Frankrijk. Aangezien het voortdurend regent, heeft de eenheid van sergeant Big Joe een schuilplaats gezocht in een schuur. Big Joe wil graag naar Nancy, aangezien een stad alle comfort biedt aan een vermoeide infanteriesectie, warme bedden, goed eten en prostituees. Hij heeft een van zijn mannen, Kelly, zelfs een officier van de Duitse Wehrmacht laten ontvoeren om meer te weten te komen over de 'vleespotten' van Nancy. Terwijl Kelly aankomt rijden, wordt de schuur onder vuur genomen door mortiervuur van hun eigen eenheid. Als een woedende Big Joe probeert via de radio contact te krijgen, begint Kelly met de ondervraging van zijn gevangene. De officier, kolonel Dankhopf, is van de inlichtingendienst en als Kelly zijn tas onderzoekt, vindt hij een goudstaaf. Nieuwsgierig geworden voert hij de man dronken en hoort tot zijn stomme verbazing dat er in de buurt van de plaats Clermont een bank moet zijn met 14.000 goudstaven met een waarde van 16 miljoen dollar. De inmiddels dronken Dankhopf  waggelt de schuur uit en wordt prompt gedood door mitrailleurvuur van oprukkende Tigertanks. Kelly en Big Joe vluchten terug naar hun linies. 
Kelly is nu bezeten van het goud. Hij weet de andere soldaten van het peloton te overtuigen om te deserteren en het goud te stelen. De enige die tegen is, is Big Joe. Hij wil zijn mannen graag in leven houden en ziet niets in de missie. Maar de mannen willen liever sterven voor het goud dan voor 'Uncle Sam' en uiteindelijk gaat ook Big Joe door de knieën. Kelly, een tot soldaat gedegradeerde luitenant, neemt de leiding. Hij rekruteert ook de gluiperige sergeant Crapgame die de gave heeft om alles te kunnen organiseren, zoals wapens, voorraden en andere nuttige zaken. Ook krijgen ze onverwacht hulp van Oddball, de leider van een eenheid van drie Shermantanks die al sinds D-day zonder officier zit en daar niet rouwig om is. Oddball die zo gek is als een deur heeft zijn eenheid al die weken buiten de strijd weten te houden. Het peloton maakt gebruik van de gelegenheid om ertussenuit te knijpen als hun leidinggevende officier, kapitein Maitland, een gestolen boot naar de VS wil sturen en een tijdje uit de buurt is. Ze gaan op weg in een aantal halfrupsvoertuigen maar worden al snel beschoten door eigen vliegtuigen. Te voet gaan ze verder tot een mijnenveld het leven aan drie mannen kost. Niet lang daarna worden ze aangevallen door Duitse infanterie. De mannen van Kelly schakelen de Duitsers uit en gaan op weg naar Clermont, waar ze zich aansluiten bij Oddballs tanks.
Oddball en Kelly zitten echter met een probleem. De enige weg naar Clermont is via een brug, maar die wordt voortdurend gebombardeerd. In zijn wanhoop "bestelt" Oddball een brug bij het Amerikaanse eenheid die noodbruggen over rivieren kan leggen. Dit leidt tot intensief radioverkeer dat wordt opgevangen door het hoofdkwartier van de divisie. De aanwezige generaal-majoor Colt denkt dat zijn eenheden spontaan de aanval hebben ingezet en roept zijn officieren op om te profiteren van deze "kans" en op te rukken. Intussen rijdt Kelly's en zijn mannen met de enig overgebleven Sherman van Oddball naar Clermont. De bank wordt echter verdedigd door drie Tigertanks compleet met een infanteriecompagnie. De mannen weten een groot aantal Duitsers te doden en het lukt hen om twee Tigers uit te schakelen. Een Tiger blijft echter hardnekkig tegenstand bieden en als Oddballs laatste Sherman ook de geest geeft, zijn de Amerikanen de wanhoop nabij. Crapgame stelt voor om met de Duitse commandant van de Tiger te onderhandelen. Niet lang daarna vindt er een gesprek plaats tussen Kelly, Big Joe en de Duitse tankcommandant. Als de laatste hoort van het goud, is de deal snel gesloten en schiet de Tiger een gat in de bank. De buit wordt verdeeld tussen Amerikanen en Duitsers en niet lang daarna rijdt Kelly met zijn mannen in de richting van de Zwitserse grens. Oddball vertrekt in een Tiger die hij heeft geruild voor zijn Sherman. Niet lang daarna arriveert generaal-majoor Colt met de divisie en een licht verwonderde Maitland, die op de muur van de bank de kreet 'Up Yours!" (bekijk het maar!) ziet staan.

## Rolverdeling
| Acteur             | Personage                       |
| ------------------ | ------------------------------- |
| Clint Eastwood     | Soldaat Kelly                   |
| Telly Savalas      | Sergeant "Big Joe"              |
| Don Rickles        | Sergeant "Crapgame" ("Hustler") |
| Carroll O'Connor   | Generaal-majoor Colt            |
| Donald Sutherland  | Sergeant "Oddball"              |
| Gavin MacLeod      | Soldaat Moriarty                |
| Stuart Margolin    | Soldaat "Little Joe"            |
| Jeff Morris        | Soldaat "Cowboy"                |
| Hal Buckley        | Kapitein Maitland               |
| Dick Balduzzi      | Soldaat Fisher                  |
| Richard Davalos    | Soldaat Gutowski                |
| Gene Collins       | Soldaat "Barbara" Babra         |
| Perry Lopez        | Soldaat Petuko                  |
| Tom Troupe         | Korporaal Job                   |
| Harry Dean Stanton | Soldaat Willard                 |
| Len Lesser         | Sergeant Bellamy                |
| David Hurst        | Kolonel Dankhopf                |
| George Savalas     | Sergeant Mulligan               |
| Karl-Otto Alberty  | SS-tankcommandant               |
| Ross Elliott       | Majoor Booker                   |

## Scenario

### De onwaarschijnlijke plot
In de kritiek kreeg de film het verwijt dat de plot hoogst onwaarschijnlijk is. Toch is de film gebaseerd op een waargebeurd incident. Nadat Duitsland zich in mei 1945 had overgegeven aan de geallieerde en Russische strijdkrachten was er een korte periode waarin er chaos heerste in het voormalige Duitse rijk. Vluchtelingen trokken massaal van Duitsland naar huis. Duitse soldaten en officieren gaven zich over of probeerden te vluchten. Duitse criminelen zagen hun kans schoon en verkochten gestolen goederen zoals medicijnen en legervoorraden op de zwarte markt. In die tijd viel een transport van nazigoud en buitenlandse valuta in handen van Duitse criminelen die samenwerkten met een groep gedeserteerde SS-officieren en corrupte Amerikaanse legerofficieren. Het goud werd nooit teruggevonden en de zaak ging in de doofpot. 
In 1984 schreef Ian Sayers samen met Douglas Botting een boek over deze zaak "Nazi Gold: The Sensational Story of the World's Greatest Robbery - and the Greatest Criminal Cover-Up". In een herziene druk uit 2003 werd onthuld dat een deel van het goud werd teruggevonden in de kluizen van de Bank of England. Scenarist Troy Kennedy-Martin verplaatste de actie naar september 1944, toen de Tweede Wereldoorlog nog volop aan de gang was. Door die verplaatsing werd de plot meer onwaarschijnlijk. Het lijkt vreemd dat in het echt een peloton soldaten er alleen op uit kon trekken, zeker met discipline die er toen heerste..

### Invloed van de studio
Clint Eastwood zou later beweren dat MGM-baas James Aubrey verschillende scènes uit de film heeft laten halen. Met name verdwenen scènes waarin de karakters van de personages werden uitgediept, en scènes die het anti-oorlogkarakter van de film benadrukten, waarna Kelly's Heroes meer een standaard oorlogsfilm werd. Eastwood probeerde dit te verhinderen, maar miste nog de invloed die hij later wel zou krijgen met zijn eigen Malpaso productiemaatschappij. Pas in 1999 zou met de films Three Kings, vaak gezien als een remake van Kelly's Heroes, deze boodschap beter tot haar recht komen. Toch is het element wel terug te vinden. De veteranen van het peloton geven aan liever te willen sneuvelen in de jacht op het goud dan op het slagveld en Big Joe zegt op het einde van de film tegen de SS-tankcommandant dat zijn mannen amper weten waar deze oorlog eigenlijk over gaat. 

### Humor
Kennedy-Martin kreeg wel ruimte om humor in de film te stoppen. De prehippie Oddball die zich boos maakt over de 'negatieve stromingen' van zijn monteur Moriarty en verfbommen afschiet. De parodie op The Good, the Bad and the Ugly compleet met de muziek, de imitatie van acteur Karl-Otto Alberty van acteur Marlon Brando in diens rol van Leutnant Diestl (uit The Young Lions), de heimwee naar de Texaanse koeienstront van soldaat Cowboy, de ruzies tussen Big Joe en de sergeant van mortiergroep Mulligan, die steevast zijn eigen troepen beschiet staan in fel contrast met de realistische scènes, zoals de dood van korporaal Job in het mijnenveld. Kennedy-Martin wilde een parodie op de oorlog schrijven. In 1969 was de Vietnamoorlog op het hoogtepunt met daarmee de afkeer van die oorlog bij veel Amerikanen. Door realistische details af te wisselen met komische slapstickscènes en maffe dialogen ontstaat een combinatie van satire en realisme waarin de Vietnamoorlog op de hak wordt genomen. De makers van de film werd vaak verweten dat zij de Tweede Wereldoorlog hiermee verheerlijkten. Zelf hebben ze altijd volgehouden dat ze met deze film, op een komische wijze, wilden laten zien hoe zinloos oorlog is. Om die reden wordt de film vaak in een adem genoemd met het in hetzelfde jaar verschenen M*A*S*H, een film die dezelfde combinatie van realisme en satire kent

## Acteurs
Aanvankelijk zou Don Siegel de film regisseren, en Clint Eastwood die erg gesteld was op deze regisseur tekende hierdoor bijna blind voor de hoofdrol. Op het laatste moment moest Siegel echter naar Hollywood voor de uitgelopen postproductie van Two Mules for Sister Sara. Brian G. Hutton nam de regie over en Eastwood werd aan zijn contract gehouden. Hutton en Eastwood hadden eerder al samen Where Eagles Dare gemaakt, een oorlogsfilm die inhoudelijk erg verschilt van Kelly's Heroes , maar die stilistisch gezien grote overeenkomsten heeft. De enige vrouwelijk rol die voor de film was geschreven verdween op het laatste moment uit het scenario. Actrice Ingrid Pitt stond al klaar om het vliegtuig te nemen toen ze te horen kreeg dat haar rol was weggesneden. Pitt was een oude bekende van Hutton en Eastwood. In de film "Where Eagles Dare" speelde ze rol van Heidi, de vriendin van Eastwood in de film.

## Productie

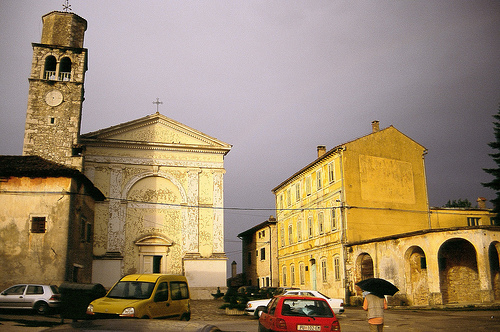
Vižinada

Kelly's Heroes werd volledig opgenomen in het toenmalige Joegoslavië, in het deel dat nu Kroatië heet, hetgeen in de film Frankrijk moet voorstellen. Het dorpje Vižinada werd gebruikt voor de opnamen van het dorp met de bank. Aanvullende opnamen werden gemaakt in Londen. Een van de redenen dat Joegoslavië was gekozen, was vanwege geld dat MGM in het land had verdiend, maar dat het land niet mocht verlaten. Het in Joegoslavië aanwezige kapitaal werd gebruikt op de opnamen te financieren. Een andere belangrijke reden was het wapenarsenaal van het Joegoslavische leger, waaronder originele Sherman tanks uit de Tweede Wereldoorlog. De werktitel van de film was "The Warriors", een titel die later ook vaak opdook als alternatieve titel van de film, meestal in landen buiten de VS. De opnames verliepen redelijk gladjes afgezien van een onverwachte onderbreking toen Donald Sutherland plotseling ernstig ziek werd. Sutherland kreeg later nog een kleine ramp te verwerken toen zijn vrouw Shirley Douglas in de VS werd gearresteerd toen ze probeerde handgranaten te kopen voor de Black Panthers. Ze gebruikte hiervoor een cheque van een geheim agent van de FBI. Sutherland zou niet veel later van zijn vrouw scheiden.

## Historie en fictie

### Historisch correct
Regisseur Hutton kreeg indertijd felle kritiek vanwege de historische fouten in de film Where Eagles Dare. In Kelly's Heroes nam hij de kritiek duidelijk erg serieus want hij hield erg rekening met elk historisch detail. Uniformen, wapens en voertuigen, alles is zo realistisch mogelijk nagedaan. Het meest interessante detail is een bijna 100% waarheidsgetrouwe Tiger tank. Dit was zeer bijzonder omdat geen enkele Tiger toentertijd zover gerestaureerd was dat hij kon rijden. Voor de opnames gebruikte men een Russische T-34 tank met een kunststof omhulsel dat bijna overeenkwam met een echte Tiger. Echter stond de geschutkoepel te ver naar voren en zijn de rupsbanden smaller dan bij een originele Tiger. Het model was speciaal gebouwd voor de film The Battle of Neretva (1969). Het insigne van de sleutel dat op de tank is aangebracht was het herkenningsteken van "1. SS Division Leibstandarte Adolf Hitler". De replica zou later opnieuw worden gebruikt in Saving Private Ryan. Maar ook andere zaken waren in orde, zo dragen de Amerikaanse infanteristen het insigne van de 35ste Infanterie Divisie die inderdaad in september 1944 in de buurt van Nancy, Frankrijk in actie kwam. De mannen van Oddball dragen het insigne van de "Super Sixth", de 6th armoured division. Ook de Amerikaanse tanks zijn authentiek. Men leende M4 Sherman tanks van het Joegoslavische leger. Dezelfde tanks die ook in de Tweede Wereldoorlog werd gebruikt. Hutton zag er op toe dat de wapens, radio's en andere uitrustingstukken origineel waren of goede replica's.

### Historisch incorrect
Er zitten evengoed een aantal fouten in de film. Het scherpschuttergeweer van soldaat Gutowski is de 91/30 Mosin Nagant met een PU 3.5X telescoopvizier. Dit is een wapen van Russische makelij. Amerikanen gebruikten in 1944 een 1903A4 Springfieldgeweer met een Unertl telescoopvizier. In theorie is het echter mogelijk dat Gutowski dit geweer eerder in de campagne afgenomen heeft van een Duitse soldaat. Het Duitse leger heeft heel veel "Beutewaffen" in gebruik gehad. Ook het Amerikaanse vliegtuig dat op zeker moment in actie komt is niet authentiek, het is een Joegoslavisch toestel een "Ikarus Type 522" , dit type werd pas na 1955 ingezet. Er rijdt ook een jeep in de film rond die pas geproduceerd werd na 1950, de Willys M-38 Jeep (de jeep die achter de wel authentieke jeep van Little Joe rijdt). Er zit ook een fout in de onderscheidingen van generaal-majoor Colt, hij draagt het lintje van National Defence Service Medal, een onderscheiding die werd uitgereikt na 1953. In de film wordt gesuggereerd dat de Tiger een dieselmotor heeft, maar alle Duitse tanks uit de Tweede Wereldoorlog waren benzineversies. De tankcommandant behoort tot de SS maar draagt de verkeerde kleur uniformtekens op zijn kraag en schouders. De kraag en schouders zijn afgezet met wit boordsel. Dit moet zilver of roze zijn. Ook de Amerikanen zijn niet altijd correct gekleed. Een Amerikaanse officier in de film heeft de verkeerde rangonderscheiding, de adjudant van generaal-majoor Colt draagt drie sterren op zijn revers, een verwijzing naar de drie sterren van zijn generaal. Maar een generaal-majoor draagt twee sterren, een luitenant-generaal heeft er wel drie.

## Filmmuziek
De filmmuziek is van Lalo Schifrin. Daarnaast zijn de volgende nummers te horen:
- "(All for the Love of) Sunshine" (Mike Curb/Harley Hatcher/Lalo Schifrin)

Uitgevoerd door Hank Williams jr.
- "Burning Bridges" (Mike Curb/Lalo Schifrin)

Uitgevoerd door de Mike Curb Congregation 
- "Si Tu Me Dis" ("Living for You") (Gene Lees/Lalo Schifrin)

Uitgevoer door Monique Aldebert
- "The Battle Hymn of the Republic" (Julia Ward Howe/William Steffe)
- "La Marseillaise" (Claude Joseph Rouget de Lisle)

## Vervolg
Een echte opvolger is er nooit gemaakt, maar de film inspireerde wel andere films zoals Inside Out uit 1975 over enige Amerikaanse en Duitse veteranen uit de Tweede Wereldoorlog die samen een geheim goudtransport overvallen. Ook de film Three Kings (1999) gebruikt hetzelfde thema, nu overgezet naar de Golfoorlog. 